# Yuka
Yuka (jap. ゆか, ユカ) lub Yūka (jap. ゆうか, ユウカ) – żeńskie imiona japońskie.

## Możliwa pisownia
Yuka i Yūka można zapisać używając wielu różnych znaków kanji i może znaczyć m.in.:
tylko imię Yuka
- 由香, „powód, zapach”
- 由華, „powód, kwiat”
- 由佳, „powód, dobry”
- 由花, „powód, kwiat”

imiona Yuka oraz Yūka
- 優香, „przyjemny, zapach”
- 優花, „przyjemny, kwiat”
- 有香, „istnieć, zapach”
- 有佳, „istnieć, dobry”

## Znane osoby
o imieniu Yuka
- Yuka Honda (ゆか), japońska multiinstrumentalistka i producentka muzyczna
- Yuka Imai (由香), japońska seiyū
- Yuka Inokuchi (有佳), japońska seiyū
- Yuka Komatsu (由佳), japońska himalaistka
- Yuka Koyama (裕香), japońska seiyū
- Yuka Murayama (由佳), współczesna japońska pisarka
- Yuka Nishida (優香), japońska judoczka, mistrzyni świata
- Yuka Sakurai (由香), japońska siatkarka
- Yuka Satō (有香), japońska łyżwiarka figurowa
- Yuka Tokumitsu (由禾), japońska seiyū
- Yuka Tsujiyoko (由佳), japońska kompozytorka muzyki do gier wideo firmy Nintendo
- Yuka Yoshida (友佳), japońska tenisistka

o imieniu Yūka
- Yūka Maeda (憂佳), członkini japońskiego zespołu S/mileage fundacji Hello!Project
- Yūka Nanri (侑香), japońska seiyū i piosenkarka J-popowa
- Yūka Nomura (佑香), japońska aktorka
- Yūka Kagami (優翔), japońska zapaśniczka

## Fikcyjne postacie
o imieniu Yuka
- Yuka (ユカ), bohaterka mangi i anime Elfen Lied
- Yuka Nakagawa (有香), bohaterka serii Battle Royale
- Yuka Sugimoto (優香), bohaterka powieści i anime Jūni kokuki
- Yuka Takeuchi (優香), bohaterka gry Variable Geo
- Yuka Uchida (ユカ), bohaterka mangi i anime Minami-ke

o imieniu Yūka
- Yūka (幽香), bohaterka serii gier Touhou Project
- Yūka Amino (優花), bohaterka serii Blood-C
- Yūka Midarezaki (優歌), bohaterka light novel, mangi i anime Kyōran Kazoku Nikki
- Yūka Saotome (優花), bohaterka mangi i anime Suzuka
- Yūka Yashiro (裕香), bohaterka serii Onegai Twins